# Терсюк (приток Исети)
Терсюк — река в России, протекает в Свердловской и Курганской областях. Устье реки находится в озере Полой, впадающем в 175 км по левому берегу реки Исеть у села Терсюкского. Длина реки составляет 59 км, площадь водосборного бассейна 726 км². В бассейне находятся озёра Качулино, Кривое, Пустынное и Саткан. В деревне Изъедугино принимает три притока — Шарыпиха, Козлиха и Падун.

## Данные водного реестра
По данным государственного водного реестра России относится к Иртышскому бассейновому округу, водохозяйственный участок реки — Исеть от впадения реки Теча и до устья, без реки Миасс, речной подбассейн реки — Тобол. Речной бассейн реки — Иртыш.
Код объекта в государственном водном реестре — 14010501112111200003903.

## Населённые пункты
- с. Байрак
- д. Дернова
- с. Изъедугино
- д. Мурашова
- с. Терсюкское